# Jupiter (nagrada)
Nagrada Jupiter je bila godišnja nagrada za znanstveno fantastična djela koja se dodjeljivala između 1974. i 1978. godine, u kategorijama najboljeg romana, novele, novelete i kratke priče. Nagradu su dodjeljivali "Instructors of Science Fiction in Higher Education."

## Dobitnici
| Godina | Roman                                         | Novela                                             | Noveleta                                 | Kratka priča                                     |
| ------ | --------------------------------------------- | -------------------------------------------------- | ---------------------------------------- | ------------------------------------------------ |
| 1974.  | Sastanak s Ramom, Arthur C. Clarke            | The Feast of St. Dionysus, Robert Silverberg       | The Deathbird, Harlan Ellison            | A Suppliant in Space, Robert Sheckley            |
| 1975.  | Ljudi bez ičega, Ursula K. Le Guin            | Riding the Torch, Norman Spinrad                   | The Seventeen Virgins, Jack Vance        | The Day Before the Revolution, Ursula K. Le Guin |
| 1977.  | Where Late the Sweet Birds Sang, Kate Wilhelm | Houston, Houston, Do You Read?, James Tiptree, Jr. | The Diary of the Rose, Ursula K. Le Guin | I See You, Damon Knight                          |
| 1978.  | A Heritage of Stars, Clifford D. Simak        | In the Hall of the Martian King, John Varley       | Time Storm, Gordon R. Dickson            | Jeffty Is Five, Harlan Ellison                   |

## Vanjske poveznice
- O Jupiteru